# Прохујало са вихором
Прохујало са вихором (енгл. Gone with the Wind) роман је америчке књижевнице Маргарет Мичел. Први пут је објављен 1936. Прича је смештена у Округ Клејтон и у Атланту, савезна држава Џорџија, током Америчког грађанског рата и потоњег периода реконструкције. Главна јунакиња је Скарлет О’Хара, млада и размажена кћерка богатог плантажера, која је присиљена да користи сва расположива средства не би ли се извукла из немаштине после деструктивног Шермановог похода. Жанровски припада класичном образовном роману (bildungsroman), односно причи о сазревању. Наслов романа преузет је из песме Ернеста Досона.
Од самог почетка књига је постала веома популарна међу америчким читаоцима, поставши амерички бестселер и у години када је публикована и у наредној години. На основу истраживање из 2014. утврђено је да је Прохујало са вихором друга најпопуларнија књига међу америчким читаоцима, одмах иза Светог писма. Широм света штампана је у више од 30 милиона примерака.
Прохујало са вихором писано је са тачке гледишта робовласника са јужњачке плантаже. Начин на који приказује робовласништво и Афроамериканце сматра се контроверзним. Међутим, роман је постао еталон за потоње писце који су се бавили америчким Југом, како беле, тако и црне. Роман је постао неодвојиви део америчке популарне културе.
Маргарет Мичел је за ову књигу добила Пулицерову награду за прозу. По књизи је 1939. снимљен истоимени амерички филм. Ова књига представља једини роман који је Маргарет Мичел објавила током живота. Мичелова је користила симболику боја, нарочито зелену и црвену, које се често повезују са Скарлет О’Харом. Као основну тему свог романа означила је преживљавање. Пошто је крај остављен отворен, често су је питали шта се догодило са њеним љубавницима, Ретом и Скарлет. Одговорила је: „Колико ја знам, Рет је можда нашао неког ко је мање тежак.”

## Радња

### Први део
Роман почиње 15. априла 1861. године, уочи побуне током које је седам јужњачких држава проглашава своје отцепљење од Сједињених Америчких Држава (тзв. „Уније”) због жеље да очувају ропство, које је било економски покретач Југа. У једној од тих држава, Џорџији, породица богатог ирског имигранта Џералда О’Харе поседује плантажу по имену Тара.
Најстарија од три О’Харине ћерке, 16-годишња Скарлет, узнемирена је када сазна да ће младић у којег је потајно заљубљена, њен комшија Ешли Вилкс, објавити веридбу са својом рођаком Мелани Хамилтон. Следећег дана, породица Вилкс приређује целодневну забаву на свом имању, Дванаест храстова, где Скарлет примећује да је један мушкарац посматра са нескривеном пажњом. Испоставља се да је то Рет Батлер, човек са репутацијом заводника младих жена. Током дана, Скарлет покушава да привуче Ешлијеву пажњу флертујући са свим мушкарцима на забави, укључујући и брата Мелани Хамилтон, Чарлса Хамилтона. Поподне, Скарлет успева да остане насамо са Ешлијем и признаје му своју љубав, убеђена да ће он узвратити осећања. Међутим, он јој каже да је воли само као пријатеља и да намерава да ожени Мелани. Повређена, Скарлет вређа Ешлија и оптужује га да се превише плаши да се препусти својим правим осећањима према њој. Док Ешли одлази, Рет открива да је чуо читав њихов разговор. Скарлет се осећа понижено.
Касније, објављен је рат, а мушкарци се спремају да се пријаве у војску. Вођена ситничавошћу и осветољубивошћу, Скарлет прихвата Чарлсову понуду за брак. Венчавају се, а Чарлс убрзо одлази у рат, где умире од малих богиња два месеца касније. Скарлет остаје трудна и рађа његово дете, Вејда Хемптона Хамилтона. Као удовица, обавезна је да носи црнину, вео у јавности и избегава разговоре са младим мушкарцима. Скарлет тајно жали због изгубљене младости, а не због мужа којег је једва познавала.

### Други део
Скарлетина мајка Елен, погрешно тумачећи њену депресију као жалост за покојним мужем, предлаже да живот са Мелани можда може да јој поправи расположење. Мелани живи у Атланти са својом тетком Саром Џејн, која је од детињства позната под надимком „Питипат”. Након што се пресели у Атланту, Скарлет оживљава дух захваљујући узбуђењу живота у граду који се брзо развија. Почиње да помаже у болници и круговима за шивење за војску Конфедерације. Међутим, њено срце не ужива у томе – она то ради првенствено да би избегла оговарања жена из друштва Атланте. Осим тога, верује да њен труд можда може помоћи Ешлију, у ког је и даље заљубљена.
Скарлет је згрожена када наиђе на Рета док помаже на једном добротворном балу. Рет верује да је рат изгубљен, али се обогатио као профитер и разбијач блокаде. Он прозире Скарлетин „удовички” изглед и препознаје њену жељу да плеше са мушкарцима. Због тога донира велику количину злата како би добио част да поведе први плес и бира њу за партнерку. Скарлет шокира све плешући у црнини. Њену репутацију спасава њена заова Мелани, која је веома поштована у Атланти; она тврди да Скарлет тако подржава Конфедерацију. Скарлет наставља да се понаша безобзирно, флертујући и излазећи са мушкарцима и даље носећи црнину, увек заштићена Меланиним залагањем за њу. Проводећи пуно времена са Ретом, примећује његову сталну физичку привлачност према њој. У једном тренутку, он је излуђује провокативним предлогом да постане његова љубавница. Ипак, она цени Рета због његовог богатства, софистицираности и њиховог заједничког презира према лицемерју друштва Атланте.
На Божић 1863. године, Ешли добија одсуство из војске и долази у Атланту. Скарлет се бори да обузда своја осећања према њему. И даље је убеђена да је он тајно заљубљен у њу и да је са Мелани само из дужности. Скарлет је сломљена када Мелани објави да је трудна са Ешлијевим дететом.

### Трећи део
Рат иде лоше за Конфедерацију. До септембра 1864. године, Атланта је опкољена са три стране. Ситуација у граду постаје очајна док пристижу стотине рањених војника Конфедерације. Мелани почиње да се порађа, а помажу јој само неискусна Скарлет и млада ропкиња по имену Приси, јер су сви обучени лекари заузети збрињавањем војника. Исцрпљена војска Конфедерације пали Атланту пре него што је напусти и препусти војсци Уније. Усред хаоса, Мелани рађа сина, Боа.
Скарлет проналази Рета и моли га да одведе њу, Вејда, Мелани, Боа и Приси до Таре. Рет се смеје тој идеји, објашњавајући да су Јенкији вероватно већ спалили Тару. Ипак, он краде мршавог коња и кола и одлазе из Атланте. На ивици града, Рет се предомишља и оставља Скарлет како би се придружио војсци у њиховом последњем нападу, осуђеном на пропаст. Скарлет вози кола до Таре, која је избегла да буде спаљена, за разлику од домова многих њених суседа. Међутим, ситуација је очајна: Скарлетина мајка је умрла, отац јој је изгубио разум од туге, њене сестре су оболеле од тифуса, робови за рад у пољима су отишли, Јенкији су спалили сав њихов памук, и нема хране.
Почиње дуга борба за опстанак, при чему Скарлет ради на пољима. Много је гладних људи и животиња, уз сталну претњу од Јенкија који краду или спаљују оно мало што могу наћи. У једном тренутку, Скарлет убија једног војника Јенкија који покушава да опљачка њен дом и закопава његово тело у башти. Након рата, дугачак низ војника Конфедерације који се враћају кућама свраћа у Тару у потрази за храном и одмориштем. На крају, Ешли се враћа из рата са разореним идеалистичким погледом на свет. Једног дана, док су сами, он и Скарлет се пољубе. Несигуран у своја осећања према њој, Ешли говори да ће отићи и повести своју породицу са собом. Скарлет му каже да не може то дозволити јер немају где да оду и обећава да му се више неће наметати.

### Четврти део
Живот на Тари почиње да се опоравља, али плантажи се намеће огроман порез. Скарлет зна само једног човека који има довољно новца да јој помогне – Рета. Облачи своју једину лепу хаљину (направљену од сомотних завеса из Таре) и одлази у затвор у Атланти где је Рет затворен под оптужбом за убиство и вероватно ће бити обешен. Иако га готово освоји својом појавом јужњачке лепотице, Рет одбија да јој помогне када схвати да је њена слаткоћа само глума с намером да искористи његов новац. Напуштајући затвор бесна, Скарлет сусреће Френка Кенедија, средовечног власника продавнице вереног за њену сестру Суелен. Схватајући да Френк такође има новац и да ће Суелен окренути леђа Тари кад се уда, Скарлет смишља план да се сама уда за Френка. Лаже Френка да се Суелен предомислила у вези брака с њим. Збуњен, Френк подлеже Скарлетиним чинима и њих двоје се венчавају две недеље касније. Желећи да удовољи својој жени, Френк јој даје новац да плати порез.
Док Френк има прехладу и тетка Питипат га негује, Скарлет прегледа рачуне у његовој продавници и открива да му многи дугују новац. Преплашена могућношћу нових пореза и изнервирана Френковим лошим осећајем за посао, она преузима контролу над радњом; њено бављење послом омаловажава Френка и квари њен углед међу многим становницима Атланте. Уз Ретов зајам, она такође купује и почиње да управља малом стругаром, што се у граду тумачи као још скандалозније понашање. На Френково олакшање и Скарлетину жалост, она остаје трудна, што привремено ограничава њене пословне активности. Она убеђује Ешлија да дође у Атланту и управља њеном пиланом, и даље заљубљена у њега. На Меланини наговор, Ешли невољно прихвата. Мелани постаје центар друштвеног живота у Атланти, а Скарлет рађа ћерку Елу Лорену.
Џорџија је постављена под војну управу, а живот постаје све страшнији. Ради заштите, Скарлет држи Френков пиштољ сакривен у пресвлаци његове кочије. Њене усамљене вожње до стругаре и назад воде је поред дивљег насеља у којем живе криминалци. Једне вечери, на путу кући, нападају је два мушкарца који покушавају да је опљачкају. Ипак, она успева да побегне уз помоћ Великог Сема, црног бившег надзорника робова са Таре. Покушавајући да освети своју жену, Френк и Кју-клукс-клан нападају то насеље, где је Френк упуцан и убијен у метежу. Рет инсценира представу како би спречио хапшење нападача. Улази у кућу Вилксових са Хјуом Елсингом и Ешлијем, певајући и претварајући се да су пијани. Јенкијевски официри напољу испитују Рета, који тврди да су он и остали мушкарци провели вече у борделу Бел Вотлинг, што Бел касније потврђује официрима. Мушкарци остају дужни Рету, и његов углед међу њима се побољшава. У међувремену, њихове жене – осим Мелани – љуте су што дугују животе својих мужева градској куртизани. На Френковој сахрани, Рет запроси Скарлет. Она у почетку одбија, али након кратког препуцавања, Рет је страствено љуби, а у жару тренутка она пристаје. Годину дана касније, Скарлет и Рет објављују своју веридбу, што постаје тема свих разговора у граду.

### Пети део
Господин и госпођа Батлер проводе медени месец у Њу Орлеансу, живећи раскошно. По повратку у Атланту, граде раскошну вилу у Бресквиној улици. Рет са задовољством плаћа изградњу куће по Скарлетиним захтевима, али је описује као „архитектонски ужас”. Убрзо након усељења, саркастичне примедбе између њих двоје прерастају у свађе. Скарлет се пита зашто се Рет оженио њом и потом, „са истинском мржњом у очима”, саопштава му да је трудна, иако то није желела. Њен син Вејд има седам година 1869. када му се роди полусестра Јуџини Викторија. Са плавим очима, Мелани јој даје надимак „Бони Блу” у част старе заставе Конфедерације. Када се опорави, Скарлет посећује стругару и разговара са Ешлијем. Након разговора, убеђена је да је Ешли и даље воли и да је љубоморан на Рета. Враћа се кући и саопштава Рету да не жели више деце. Од тог тренутка, њих двоје спавају одвојено, а када Бони напуни две године, почиње да спава у малој постељи поред Рета. Рет се у потпуности посвећује Бони, размазивши је и трудећи се да изгради њен добар углед у друштву.
Мелани организује изненађење за Ешлијев рођендан. Скарлет иде до стругаре како би га задржала до прославе – што је ретка прилика да буду сами. Док се присећају старих времена, деле загрљај који види Индија, Ешлијева сестра. Прича о њиховој наводној афери брзо се шири Атлантом, долазећи до Рета и Мелани. Мелани не жели да чује никога да критикује Скарлет, а Индија бива протерана из дома Вилксових. Те ноћи, Рет, пијанији него икада, охрабрује Скарлет да пије са њим, али она грубо одбија. Рет је затим носи у њену собу где воде љубав. Неколико дана касније, Рет одлази из града са Бони и Приси на три месеца. Скарлет сазнаје да је поново трудна.
По повратку, Рет примећује да је Скарлет бледа. Она му саопштава трудноћу, а он саркастично пита да ли је Ешли отац. Скарлет му одговара да ниједна жена не би желела његово дете. Услед расправе, Скарлет пада низ степенице, губи дете и озбиљно се повређује. Рет је очајан и тражи утеху код Мелани, признајући љубомору. Скарлет одлази на Тару да се опорави. По повратку, продаје стругаре Ешлију. Бони 1873. има четири године и осваја друштво Атланте својом ведрином. Рет јој купује понија, али током једног скока Бони пада и гине.
У месецима након Бонине смрти, Рет је често пијан и запуштен, док је Скарлет, иако подједнако утучена, увек дотерана и смирена. Мелани затрудни по други пут, али губи бебу и убрзо умире услед компликација. Док теши Ешлија, сада удовца, Скарлет схвата да га одавно више не воли, а можда га никада није ни волела. Са шоком схвата да је одувек волела Рета и да је он, упркос свему, волео њу. Преплављена новом љубављу и решеношћу да започне нови живот са њим, враћа се кући и затиче га у библиотеци. Након Меланине смрти, Рет је одлучио да напусти Атланту како би поново пронашао мир и достојанство које је некада осећао у својој младости на Југу. Скарлет га моли да остане или да је поведе са собом, али он објашњава да је љубав коју је некада осећао према њој угашена годинама бола и занемаривања. Рет напомиње да ће се можда враћати „довољно често да спречи оговарања”, пошто су одлучили да се не разведу. На Скарлетино очајничко питање: „Шта ја да радим?”, он одговара: „Душо, баш ме брига”, и одлази. Упркос својој тузи, Скарлет проналази утеху у помисли да јој још увек остаје Тара. Одлучује да се врати у свој дом, убеђена да ће тамо пронаћи снагу да се опорави и поново освоји Рета, јер „сутра је нови дан”.